# Saettia-Klasse
Die Saettia-Klasse ist eine von Fincantieri entwickelte Patrouillenbootklasse, die einige Baureihen oder Unterklassen umfasst, darunter die Diciotti-Klasse. Boote dieser Klasse wurden von Organisationen verschiedener Staaten in Dienst gestellt, darunter von der italienischen Küstenwache.
Saettìa (von Saetta: „Pfeil“, „Blitz“; „pfeil-, blitzschnell“) ist die italienische Bezeichnung für einen kleinen, schnellen Handels- oder Kriegsschifftyp, der in italienischen Staaten bis ins 16. Jahrhundert verbreitet war. Später bezeichnete man mit Saettia schnelle und wendige Boote. Es handelt sich heute um einen Archaismus.

## Geschichte
Im Juni 1984 legte Fincantieri in Muggiano bei La Spezia auf eigene Kosten ein Erprobungsboot auf Kiel, das zunächst die Bezeichnung DA-360T, später dann den Namen Saettia erhielt. Beschrieben wurde das Boot als eine Mischung aus einem Schnellboot und einer Korvette. Da es Seestreitkräften angeboten werden sollte, war es zunächst relativ schwer bewaffnet: es verfügte über ein 76/62-Compact-Geschütz, Otomat-Seezielflugkörper und ein Nahbereichsverteidigungssystem. In dieser Form hatte das Ende 1985 fertiggestellte Boot jedoch keinen kommerziellen Erfolg. 1999 wurde es nach Umbauten von der italienischen Küstenwache als Patrouillenboot (Offshore Patrol Vessel) übernommen. Die bisherige Bewaffnung und die dazugehörigen Sensoren wurden bis auf eine 25-mm-Bordkanone entfernt.
Die Küstenwache gab im September 2000 drei weitere leicht modifizierte Boote in Auftrag, die als Saettia-Klasse Mark II oder nach dem Typboot der Unterklasse als „Diciotti-Klasse“ bezeichnet werden. Kurz darauf zog sie Optionen auf zwei weitere Boote dieser Unterklasse, die im Vergleich zur ursprünglichen Saettia von 51,7 m auf 52,8 m gestreckt wurde und einen verbesserten Antrieb erhielt.

### Einheiten Mark I/II
| Kennung | Name             | Indienststellung  | Rufzeichen | Verbleib  |
| ------- | ---------------- | ----------------- | ---------- | --------- |
| CP 901  | Saettia          | 20. Juli 1999     | IGKA       | aktiv     |
| CP 902  | Ubaldo Diciotti  | 20. Juli 2002     | IGSS       | an Panama |
| CP 903  | Luigi Dattilo    | 30. November 2002 | IGST       | an Panama |
| CP 904  | Michele Fiorillo | Januar 2003       | IGSU       | aktiv     |
| CP 905  | Alfredo Peluso   | 3. Juli 2003      | IGTN       | aktiv     |
| CP 906  | Oreste Corsi     | 8. Januar 2004    | IGTZ       | aktiv     |

Alle Boote wurden auf der Fincantieri-Werft in Muggiano gebaut, nach ehemaligen Angehörigen der Küstenwache benannt (mit Ausnahme der Saettia) und in Messina stationiert. Im Rahmen eines am 30. Juni 2010 geschlossenen Kooperationsabkommens zwischen Italien und Panama gab die italienische Küstenwache bis 2014 unter anderem die beiden Boote Ubaldo Diciotti und Luigi Dattilo als PO 901 und PO 902 an den Servicio Nacional Aeronaval (SENAN) Panamas ab. Die beiden italienischen Bootsnamen wurden 2012 und 2013 an zwei neue Patrouillenschiffe vergeben, die Luigi Dattilo (CP 940) und die Ubaldo Diciotti (CP 941) der Dattilo-Klasse.

### Einheiten Mark III/IV
Malta erhielt als teilweisen Ersatz für seine aus den Beständen der Volksmarine stammenden Boote der Kondor-Klasse ein von Italien finanziertes, nochmals leicht verbessertes Saettia-Boot. Dieses Mark-III-Boot lief am 24. Juni 2005 wiederum auf der Fincantieri-Werft in Muggiano vom Stapel und wurde am folgenden 1. Oktober als P61 übergeben. Das auf 53,4 Meter verlängerte Boot verdrängt rund 450 Tonnen und verfügt über einen Helipad.
2006 bestellte der Irak vier Boote einer nochmals verbesserten Version (Mark IV). Diese ab Januar 2008 in Riva Trigoso gebauten und dann in La Spezia fertiggestellten Boote entsprechen im Wesentlichen denen Maltas, sie können jedoch bis zu 38 Mann Besatzung aufnehmen und verfügen mit einer stabilisierten 30-mm-Bordkanone auch über eine stärkere Bewaffnung. Am Heck befindet sich ein Tochterboot-Aufholsystem. Die vier Boote wurden zwischen dem 15. Mai und dem 16. Dezember 2009 übergeben und tragen die Namen Fatah, El-Nasir, Majid und Shmookh. Heimathafen ist Umm Qasr.

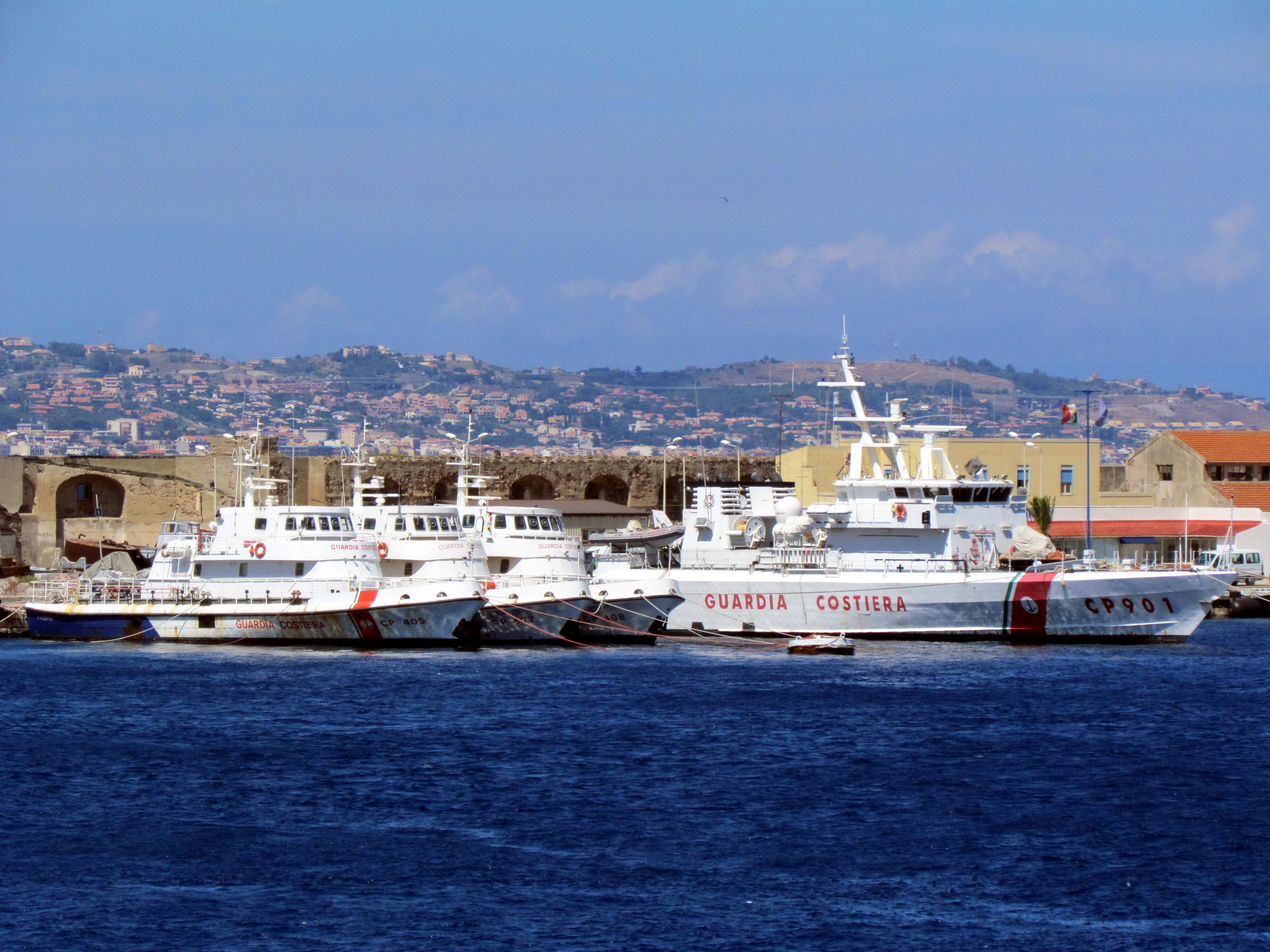
Saettia (CP 901) in Messina
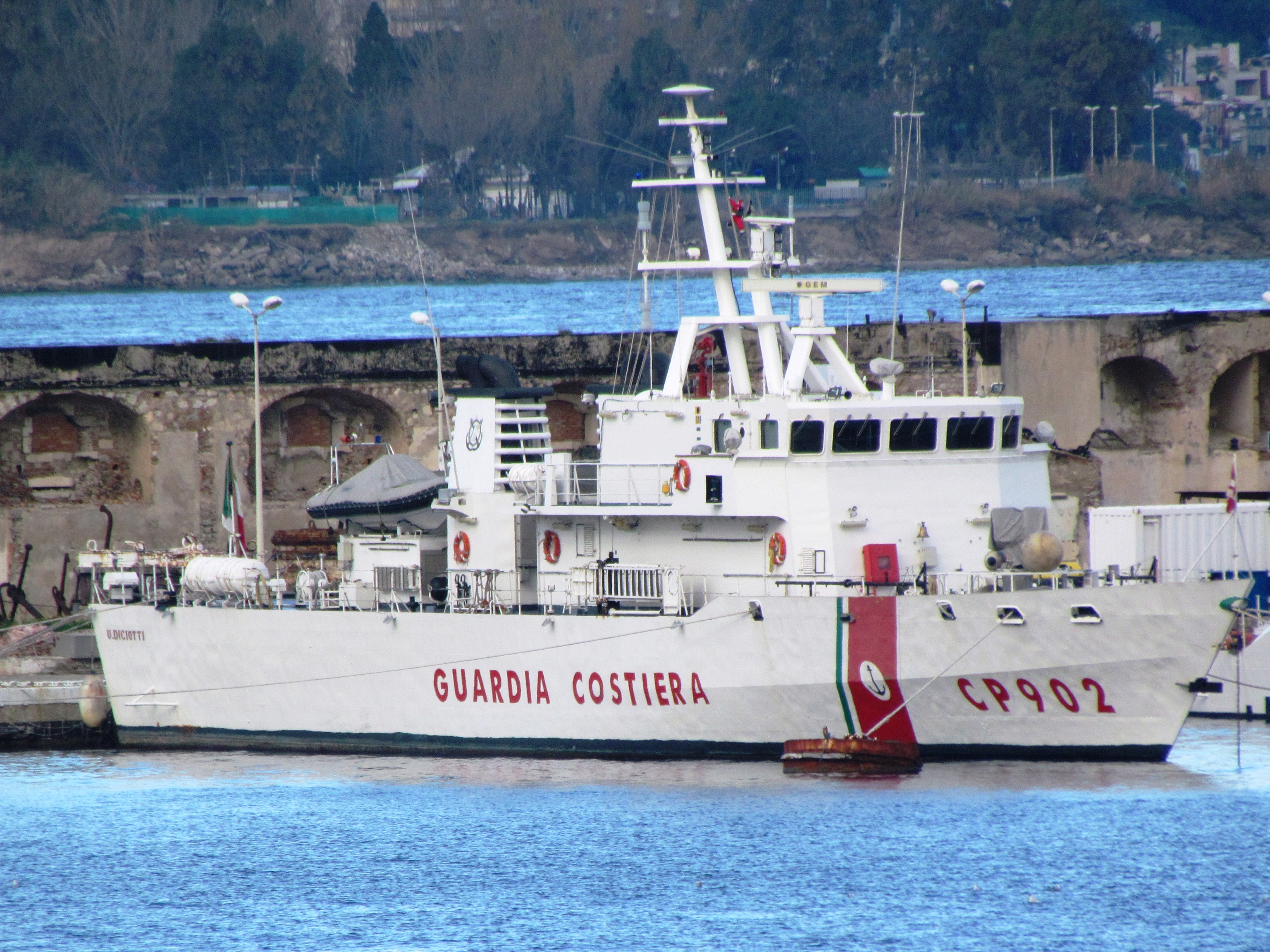
Ubaldo Diciotti (CP 902) in Messina
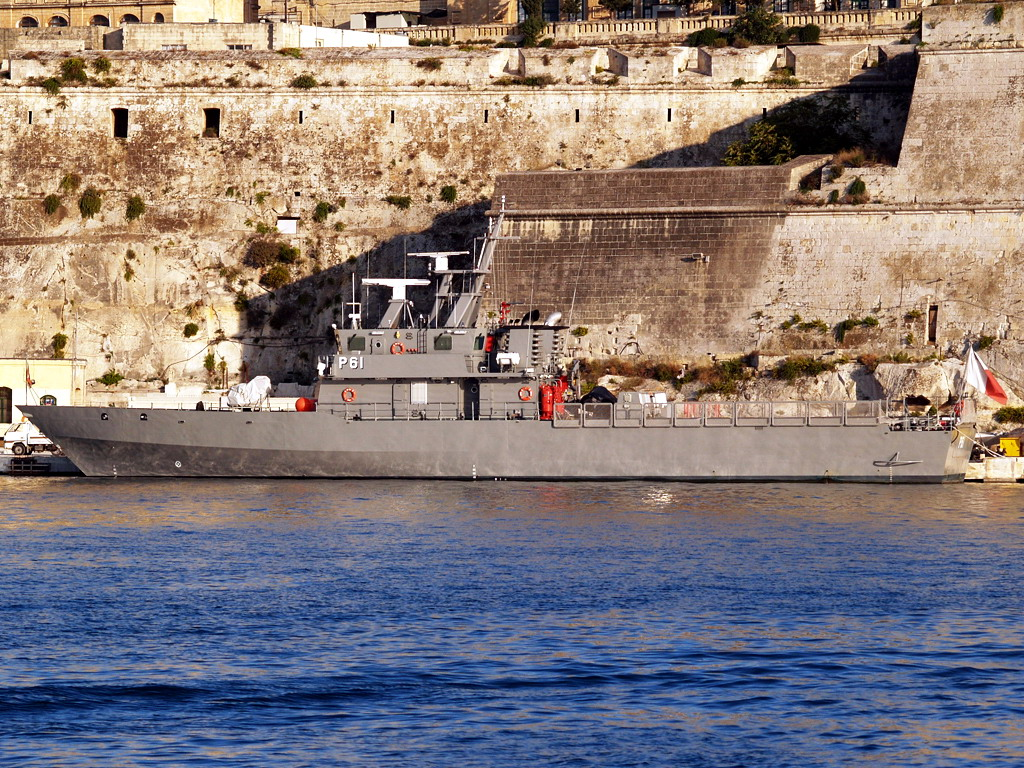
Maltesische P61

### Seattia Stealth
2009 bestellten die Vereinigten Arabischen Emirate zunächst zwei Boote einer völlig überarbeiteten Version mit Stealthdesign und 76-mm-Geschütz. Diese 55,7 Meter langen und 650 Tonnen verdrängenden Boote bilden die Falaj-2-Klasse.